# Konrad von Massow

Konrad von Massow

Konrad Friedrich Wilhelm Valentin von Massow (* 10. September 1840 in Demnitz bei Fürstenwalde; † 21. Dezember 1910 in Potsdam) war ein deutscher Verwaltungsjurist und Sozialpolitiker.

## Leben
Konrad von Massow stammt aus der pommerschen uradligen Familie Massow und war ein Sohn des späteren preußischen Ministers des Königlichen Hauses Ludwig von Massow. Von 1859 bis 1864 studierte er Rechts- und Staatswissenschaften an den Universitäten Berlin, Erlangen, Heidelberg und Leipzig. Nach dem ersten juristischen Staatsexamen im Herbst 1863 war er zunächst Auskultator beim Kreisgericht Halle (Saale), anschließend Referendar beim Stadtgericht in Berlin. Mit dem Brandenburgischen Dragoner-Regiment Nr. 2 nahm er 1866 am Krieg gegen Österreich teil und wurde Ende 1868 Reserveoffizier.
1870 bestand Massow das Assessorexamen. Im Frankreich-Feldzug machte er unter anderem die Schlachten bei Mars-la-Tour und Gravelotte mit. Im September 1871 wurde er zum Regierungsassessor ernannt und mit der kommissarischen Verwaltung des Kreises Insterburg betraut. Im Frühjahr 1872 wurde er Landrat des Kreises. 1878 wurde er als Kreishauptmann an das Amt Oldenstadt versetzt. Während seiner Amtszeit wurden die alten hannoverschen Ämter 1885 in Kreise umgewandelt. Massow wurde erster Landrat des Kreises Uelzen. Noch im gleichen Jahr wechselte er als stellvertretender Regierungspräsident nach Lüneburg. Zuletzt war er Vortragender Rat und Geheimer Oberregierungsrat beim Rechnungshof des Deutschen Reiches in Potsdam.
Zu Massows Tätigkeitsschwerpunkten gehörte die Sozialpolitik. Auch um die sich ausbreitende Sozialdemokratie zurückzudrängen, forderte er eine umfassende Reform in allen Bereichen der Staatsverwaltung. Er selbst beschäftigte sich unter anderem mit der Lage der wandernden Handwerksburschen und dem Herbergswesen und initiierte die Gründung der später im gesamten Reich eingerichteten Verpflegungsstationen. Zudem war er Vorsitzender des Zentralverbandes Deutscher Arbeiterkolonien. 1894 leitete er bei der Tagung der „Internationalen Kommission für alle Interessen der Schutzfürsorge“ die deutsche Delegation.

## Familie
Verheiratet war Konrad von Massow mit Thusnelda Freiin von Reden. Aus der Ehe gingen fünf Kinder hervor.

## Werke
- Die Naturalverpflegungs-Stationen und die Nothwendigkeit ihrer Reform als Voraussetzung ihres Fortbestehens (Bethel bei Bielefeld 1887)
- Reform oder Revolution! (Berlin 1894)
- Die Reform unseres politischen Parteilebens (Berlin 1895)